# SN 2010aa
SN 2010aa – supernowa odkryta 9 lutego 2010 roku w galaktyce NGC 692. W momencie odkrycia miała maksymalną jasność 16,40m.